# Schor bij Ossendrecht
De Schor bij Ossendrecht is een voormalig schorrengebied ten zuidwesten van Ossendrecht. Het gebied meet 56 ha en is eigendom van Staatsbosbeheer.
Oorspronkelijk was dit een grensoverschrijdend schorrengebied in de Westerschelde. Door de uitbreiding van de Haven van Antwerpen in noordelijke richting, en vooral door de aanleg van het Schelde-Rijnkanaal, dat geopend werd in 1975, kwam het gebied geïsoleerd ten opzichte van de Westerschelde te liggen. Een schorrengebied van 600 ha ging daarbij teloor. Het overgebleven werd ingedijkt en bestaat tegenwoordig uit verruigd cultuurgrasland. Vogels als graspieper, veldleeuwerik en bergeend broeden er.